# With or Without You
«With or Without You» es una power ballad de la banda irlandesa de rock U2. Es la tercera canción de su quinto álbum de estudio The Joshua Tree (1987), fue lanzada como el primer sencillo del álbum el 16 de febrero de 1987, convirtiéndose de esta manera en el primer sencillo de U2 en alcanzar el número 1 en Estados Unidos, donde permaneció durante tres semanas.
«With or Without You» frecuentemente forma parte del repertorio en vivo de U2, además de aparecer en la mayoría de las compilaciones de la banda. Es la segunda canción de U2 con más versiones de otros artistas. En 2024 la revista Rolling Stone colocó a este tema en el número 211 en su lista de las 500 mejores canciones de todos los tiempos.

## Composición
"With or Without You" está escrita en Re mayor en su mayor parte, habiendo secciones de la canción donde la armonía se basa sobre el acorde de Re; en las secciones en las que no, la banda construyó una progresión Re-La-Si menor-Sol, que toma protagonismo con las notas principales del bajista Adam Clayton y de la guitarra de The Edge. The Edge explicó: "Tiene un efecto similar al EBow, pero la desventaja del EBow es que, esté apagado o encendido, es que te da todos los puntos medios entre el no sostenido y el sostenido infinito, y diversos niveles 'aparición' de la nota".

## Grabación
A finales de 1985, U2 se reunió en la casa del batería Larry Mullen Jr. para revisar el material que el grupo había escrito durante su gira Unforgettable Fire Tour. Durante esa gira, había sido escrito un demo de "With or Without You", cuyos acordes fueron compuestos por Bono. La banda continuó trabajando en la canción en los STS Studios, creando muchas permutaciones diferentes de la pista original, pero ninguna tenía un progreso evidente. El guitarrista The Edge consideraba que la canción en ese momento era horrible. El tema constaba de una caja de ritmos Yamaha y parte del bajo que era ejecutado por Adam Clayton, quien había utilizado un bajo Ibanez con una corta escala. Según Clayton, las primeras versiones de la canción sonaban demasiado sentimentales y muy convencionales porque los acordes iban repitiéndose una y otra vez.
Las sesiones para The Joshua Tree comenzaron formalemente en 1986, y se llevaron a cabo en la mansión georgiana Danesmoate en Dublín. El grupo intentó tomar la canción en una dirección diferente y mejorarla, aunque Bono se mostró reacio. Bajo la dirección de los coproductores Brian Eno y Daniel Lanois, The Edge hizo que la canción tuviera una mejor utilización de la guitarra, Clayton aumentó el volumen de su bajo, y Mullen experimentó con un enlace electrónico en la batería. A pesar de la labor que puso en la pista, el grupo estaba considerando abandonar la canción, ya que no podían encontrar una estructura que les gustara.
Bono y su amigo Gavin Friday continuaron trabajando en la canción después de que Lanois y Eno se negaran a hacerlo. Bono confiaba en que la canción aún podía ser rescatada y reorganizarla, creyendo que podría ser un éxito. Eno añadió un arpegio de teclado, similar al de "Bad". Todavía el destino de la canción estaba en el aire, cuando The Edge envió un prototipo de la guitarra por el músico canadiense Michael Brook, con quien había colaborado para la banda sonora de la película Captive.

## En directo
"With or Without You" fue tocada en directo por primera vez en el segundo concierto del Joshua Tree Tour, el 4 de abril de 1987. Desde ese instante se ha convertido en una constante en los conciertos del grupo, faltando muy pocas veces en vivo.
Ésta es su trayectoria en directo:
- Joshua Tree Tour (1987); tocada en 108 conciertos de un total de 109; sólo faltó en el primer concierto de la gira, celebrado en Tempe, Arizona.
- Lovetown Tour (1989-1990); tocada en 36 conciertos de 47; faltó en varias fechas de una gira con un setlist muy cambiante.
- Zoo TV Tour (1992-93); tocada en 152 conciertos de 156; faltó en 4 conciertos de la manga europea de Zooropa, 4º de la gira.
- PopMart Tour (1997-98); tocada en los 93 conciertos de la gira.
- Elevation Tour (2001); tocada en 85 conciertos de 113; se cayó del setlist a partir del cuarto concierto de la 3ª y última manga de la gira y no volvió más.
- Vertigo Tour (2005-06); tocada en 104 conciertos de 131; faltó en las primeras fechas de la 1.ª manga pero volvió luego al repertorio hasta el final de la gira.
- 360° Tour (2009-11); tocada en 109 conciertos de 110; solo faltó en un concierto celebrado en Zürich, Suiza.
- Innocence + Experience Tour (2015); tocada en los 76 conciertos de la gira.
- Joshua Tree Tour 2017; tocada en los 51 conciertos de la gira.
- Experience + Innocence Tour (2018); no se tocó en ninguno de los 60 conciertos de la gira; por primera vez desde 1987, la canción se desechó para una gira, al igual que el resto de canciones del álbum The Joshua Tree. Esto fue debido a las giras Joshua Tree Tour 2017 y 2019.
- Joshua Tree Tour 2019; tocada en los 15 conciertos de la gira.
- U2:UV Achtung Baby Live at Sphere (2023–2024); tocada en los 40 conciertos celebrados en el Sphere de Las Vegas, Nevada, Estados Unidos. No se trató de una gira musical como tal, sino de una serie de conciertos residenciales en un mismo lugar.

Además, la canción también se tocó en ciertas fechas fuera de giras, en programas de televisión y semi-giras promocionales.
Desde su debut en directo, la canción adquirió fama por dos adiciones no presentes en la versión de estudio. Se añade un verso en vivo a menudo. En la letra se lee normalmente: «We'll shine like stars in the summer night / we'll shine like stars in the winter light / one heart, one hope, one love» (significa: «Brillaremos como estrellas en la noche veraniega / brillaremos como estrellas en la luz invernal / un corazón, una esperanza, un amor» y, por esta razón, los fanes se refieren a menudo a este verso como «brillo como las estrellas».
En el concierto del Joshua Tree Tour celebrado en París el 4 de julio de 1987, mientras la banda tocaba "With Or Without You", unos agentes de seguridad empiezan a lanzar gas lacrimógeno sobre los asistentes. Bono detuvo la canción y, sin perder la serenidad, dijo unas palabras para parar la situación: “Espero que todo esté OK allá enfrente. Porque nadie se mete en problemas en un concierto de U2. Nadie resulta herido en un concierto de U2. Sólo nosotros resultamos heridos si alguien resulta herido, ¿OK? ¿Qué es esto? ¿Gas lacrimógeno? ¡Creí que ya había suficientes lágrimas en esta canción!”. Luego continuaron tocando, y además de agregar un snippet de "Love Will Tear Us Apart" de Joy Division, improvisó unas estrofas dentro de la canción.

## Inspiración
Esta canción fue escrita por Bono en el sur de Francia durante la gira de The Unforgettable Fire, sincerándose respecto de la dualidad entre ser una estrella de rock y un esposo que debía mantener su matrimonio de cinco años, en aquella época, con Alison Stewart.
Se considera una de las mejores canciones de U2, con "Pride (In the Name of Love)", "One" y "I Still Haven't Found What I'm Looking For".

## Vídeos musicales
Dos vídeos fueron filmados en Dublín en febrero de 1987 y fueron codirigidos por Meiert Avis y Matt Mahurin. El primero incluye imágenes abstractas de la bailarina Morleigh Steinberg editadas entre imágenes de la banda interpretando la canción. Una segunda versión alternativa se puede encontrar en la versión Super Deluxe del álbum.

## Países
| Lista (1987)                          | Máxima Posición |
| ------------------------------------- | --------------- |
| Alemania (Offizielle Deutsche Charts) | 7               |
| Austria (Ö3 Austria Top 40)           | 15              |
| Bélgica (Flandes) (Ultratop 50)       | 3               |
| Canadá RPM 100 Singles                | 1               |
| Dinamarca (Tracklisten)               | 37              |
| España (AFYVE)                        | 5               |
| Estados Unidos (Billboard Hot 100)    | 1               |
| Estados Unidos Album Rock Tracks      | 1               |
| Estados Unidos (Adult Contemporary)   | 23              |
| Finlandia (Suomen virallinen lista)   | 5               |
| Francia (SNEP)                        | 10              |
| Irlanda (IRMA)                        | 1               |
| Nueva Zelanda (Recorded Music NZ)     | 5               |
| Países Bajos (Dutch Top 40)           | 2               |
| Reino Unido (UK Singles Chart)        | 4               |
| Sudáfrica (Springbook Radio)          | 11              |
| Suecia (Sverigetopplistan)            | 13              |
| Suiza (Schweizer Hitparade)           | 10              |

## En la cultura popular
- Es muy utilizada en Friends para describir la relación de Ross y Rachel.
- La canción aparece en la película de 1994 Blown Away.
- La canción también aparece en la película francesa Ne le Dis à Personne (No le digas a nadie).
- En 2015, la vocalista y compositora Amy Lee (Evanescence) incluyó en su EP de versiones Recover Vol. 1 un re-work electrónico/dark ambient de la canción.
- Fue incluida en el último episodio de la serie estadounidense The Americans, ambientando una de las escenas más decisivas de la serie.
- La banda estadounidense de Nu Metal Linkin Park toco una parte de la canción durante la presentación Shadow Of The Day en el Concierto homenaje a Chester Bennington
- En el episodio 6 de la cuarta temporada de sex education la canción toma un significado importante en la trama que le da un sentido nuevo al tema, ya que es cantada por los protagonistas en el funeral de la mamá de Meave.